# Listă de filme bazate pe jocuri video
Aceasta este o listă de filme bazate pe jocuri video.

## Filme cinematografice

### Hollywood (fără animații)
| Titlu                                         | Premiera           | Încasări     | Rotten Tomatoes | Metacritic | Distribuitor                           | Editură joc video              |
| --------------------------------------------- | ------------------ | ------------ | --------------- | ---------- | -------------------------------------- | ------------------------------ |
| Super Mario Bros.                             | 28 mai 1993        | $38,912,465  | 24%             | 35/100     | Buena Vista Pictures Distribution      | Nintendo                       |
| Double Dragon                                 | 4 noiembrie 1994   | $4,152,699   | 13%             | N/A        | Gramercy Pictures                      | Technōs Japan                  |
| Street Fighter                                | 23 decembrie 1994  | $99,423,521  | 13%             | N/A        | Universal Pictures                     | Capcom                         |
| Mortal Kombat                                 | 18 august 1995     | $124,741,822 | 44%             | 60/100     | New Line Cinema                        | Midway                         |
| Mortal Kombat: Annihilation                   | 21 noiembrie 1997  | $51,376,861  | 2%              | 11/100     | New Line Cinema                        | Midway                         |
| Wing Commander                                | 12 martie 1999     | $11,578,059  | 10%             | 21/100     | 20th Century Fox                       | Origin Systems                 |
| Lara Croft: Tomb Raider                       | 15 iunie 2001      | $274,703,340 | 20%             | 33/100     | Paramount Pictures                     | Eidos                          |
| Resident Evil                                 | 15 martie 2002     | $102,984,862 | 36%             | 33/100     | Screen Gems                            | Capcom                         |
| Lara Croft: Tomb Raider – The Cradle of Life  | 25 iulie 2003      | $156,505,388 | 24%             | 43/100     | Paramount Pictures                     | Eidos                          |
| House of the Dead                             | 10 octombrie 2003  | $13,818,181  | 3%              | 15/100     | Artisan Entertainment                  | Sega Sammy                     |
| Resident Evil: Apocalypse                     | 10 septembrie 2004 | $129,342,769 | 19%             | 35/100     | Screen Gems                            | Capcom                         |
| Alone in the Dark                             | 28 ianuarie 2005   | $10,442,808  | 1%              | 9/100      | Lionsgate Films                        | Infogrames                     |
| Doom                                          | 21 octombrie 2005  | $55,987,321  | 18%             | 34/100     | Universal Pictures                     | id Software                    |
| BloodRayne                                    | 6 ianuarie 2006    | $3,650,275   | 4%              | 18/100     | Boll KG Productions                    | Majesco Entertainment          |
| Silent Hill                                   | 21 aprilie 2006    | $97,607,453  | 32%             | 31/100     | TriStar Pictures                       | Konami                         |
| DOA: Dead or Alive                            | 7 septembrie 2006  | $7,516,532   | 33%             | 38/100     | Dimension Films                        | Tecmo                          |
| Resident Evil: Extinction                     | 21 septembrie 2007 | $148,412,065 | 25%             | 41/100     | Screen Gems                            | Capcom                         |
| Postal                                        | 18 octombrie 2007  | $146,741     | 9%              | 22/100     | Vivendi Entertainment                  | Ripcord Games                  |
| Hitman                                        | 21 noiembrie 2007  | $101,276,318 | 16%             | 35/100     | 20th Century Fox                       | Eidos                          |
| In the Name of the King: A Dungeon Siege Tale | 11 ianuarie 2008   | $13,097,915  | 4%              | 15/100     | 20th Century Fox                       | Microsoft Studios              |
| Far Cry                                       | 2 octombrie 2008   | $743,634     | N/A             | N/A        | 20th Century Fox                       | Ubisoft                        |
| Max Payne                                     | 17 octombrie 2008  | $85,416,905  | 16%             | 31/100     | 20th Century Fox                       | Rockstar Games                 |
| Street Fighter: The Legend of Chun-Li         | 27 februarie 2009  | $12,764,201  | 5%              | 17/100     | 20th Century Fox                       | Capcom                         |
| Tekken                                        | 20 martie 2010     | $1,697,207   | 0%              | N/A        | Warner Bros. Pictures                  | Bandai Namco Games             |
| Prince of Persia: The Sands of Time           | 28 mai 2010        | $336,365,676 | 37%             | 50/100     | Walt Disney Studios Motion Pictures    | Ubisoft                        |
| Resident Evil: Afterlife                      | 10 septembrie 2010 | $300,228,084 | 22%             | 37/100     | Screen Gems                            | Capcom                         |
| Resident Evil: Retribution                    | 14 septembrie 2012 | $240,004,424 | 28%             | 39/100     | Screen Gems                            | Capcom                         |
| Silent Hill: Revelation                       | 26 octombrie 2012  | $52,302,796  | 10%             | 16/100     | Open Road Films                        | Konami                         |
| Need for Speed                                | 14 martie 2014     | $203,277,636 | 23%             | 39/100     | Walt Disney Studios Motion Pictures    | Electronic Arts                |
| Hitman: Agent 47                              | 21 august 2015     | $82,347,656  | 8%              | 28/100     | 20th Century Fox                       | Square Enix                    |
| Warcraft                                      | 10 iunie 2016      | $439,048,914 | 28%             | 32/100     | Universal Pictures                     | Blizzard Entertainment         |
| Assassin's Creed                              | 21 decembrie 2016  | $240,558,621 | 18%             | 36/100     | 20th Century Fox                       | Ubisoft                        |
| Resident Evil: The Final Chapter              | 27 ianuarie 2017   | $312,257,250 | 37%             | 49/100     | Screen Gems                            | Capcom                         |
| Tomb Raider                                   | 16 martie 2018     | $274,650,803 | 52%             | 48/100     | Warner Bros. Pictures                  | Square Enix                    |
| Rampage                                       | 13 aprilie 2018    | $428,028,233 | 51%             | 45/100     | Warner Bros. Pictures                  | WB Games                       |
| Dead Trigger                                  | 03 mai 2019        | $151,493     | N/A             | N/A        | Saban Films                            | Madfinger Games                |
| Detective Pikachu                             | 10 mai 2019        | $433,005,346 | 68%             | 53/100     | Warner Bros. Pictures                  | Nintendo The Pokémon Company   |
| Sonic the Hedgehog                            | 14 februarie 2020  | $320,954,026 | 63%             | 47/100     | Paramount Pictures                     | Sega Sammy                     |
| Monster Hunter                                | 18 decembrie 2020  | $42,145,959  | 46%             | 47/100     | Screen Gems                            | Capcom                         |
| Mortal Kombat                                 | 23 aprilie 2021    | $124,309,781 | 55%             | 44/100     | Warner Bros. Pictures                  | WB Games                       |
| Werewolves Within                             | 25 iunie 2021      | $931,903     | 85%             | 66/100     | IFC Films                              | Ubisoft                        |
| Upcoming                                      |                    |              |                 |            |                                        |                                |
| Resident Evil: Welcome to Raccoon City        | 24 noiembrie 2021  | TBA          | TBA             | TBA        | Screen Gems                            | Capcom                         |
| Uncharted                                     | 18 februarie 2022  | TBA          | TBA             | TBA        | Sony Pictures Releasing                | Sony Interactive Entertainment |
| Sonic the Hedgehog 2                          | 8 aprilie 2022     | TBA          | TBA             | TBA        | Paramount Pictures                     | Sega Sammy                     |
| Mohamed the Movie                             | 21 May 2022        | TBA          | TBA             | TBA        | Universal Studios                      | Nentendo                       |
| Borderlands                                   | TBA                | TBA          | TBA             | TBA        | Lionsgate Films                        | 2K Games                       |
| Film CrossFire nedenumit                      | TBA                | TBA          | TBA             | TBA        | Sony Pictures Releasing                | Smilegate                      |
| Sequel Detective Pikachu nedenumit            | TBA                | TBA          | TBA             | TBA        | Warner Bros. Pictures                  | Nintendo The Pokémon Company   |
| Five Nights at Freddy's                       | TBA                | TBA          | TBA             | TBA        | Blumhouse Productions                  | Scott Cawthon                  |
| Film Gears of War nedenumit                   | TBA                | TBA          | TBA             | TBA        | Universal Pictures                     | Microsoft Studios              |
| Film Ghost of Tsushima nedenumit              | TBA                | TBA          | TBA             | TBA        | Sony Pictures Releasing                | Sucker Punch                   |
| Film Just Cause nedenumit                     | TBA                | TBA          | TBA             | TBA        | Universal Pictures                     | Square Enix                    |
| Untitled Second Mohamed Flim                  | TBA                | TBA          | TBA             | TBA        | Universal Pictures                     | Nintendo                       |
| Film Just Dance nedenumit                     | TBA                | TBA          | TBA             | TBA        | Screen Gems                            | Ubisoft                        |
| Mega Man                                      | TBA                | TBA          | TBA             | TBA        | Netflix                                | Capcom                         |
| Minecraft                                     | TBA                | TBA          | TBA             | TBA        | Warner Bros. Pictures                  | Mojang                         |
| Sonic the Hedgehog 3                          | TBA                | TBA          | TBA             | TBA        | Paramount Pictures                     | Sega                           |
| Film Metal Gear Solid nedenumit               | TBA                | TBA          | TBA             | TBA        | Sony Pictures Releasing                | Konami                         |
| Untitled Elias Flim                           | TBA                | TBA          | TBA             | TBA        | Universal Pictures                     | Nentendo                       |
| Film Rabbids nedenumit                        | TBA                | TBA          | TBA             | TBA        | Lionsgate                              | Ubisoft                        |
| Fortnite                                      | TBA                | TBA          | TBA             | TBA        | Universal Pictures                     | Epic games                     |
| Film Space Invaders nedenumit                 | TBA                | TBA          | TBA             | TBA        | Warner Bros. Pictures                  | Taito                          |
| Tomb Raider: Obsidian                         | TBA                | TBA          | TBA             | TBA        | United Artists Releasing               | Square Enix                    |
| Film Saints Row nedenumit                     | TBA                | TBA          | TBA             | TBA        | Universal Pictures20th Century Studios | Deep Silver                    |
| Film Yakuza nedenumit                         | TBA                | TBA          | TBA             | TBA        | TBA                                    | Sega Sammy                     |

### Hollywood (animație)
| Titlu                             | Premiera          | Încasări     | Rotten Tomatoes | Metacritic | Distribuitor            | Editură joc video              |
| --------------------------------- | ----------------- | ------------ | --------------- | ---------- | ----------------------- | ------------------------------ |
| Final Fantasy: The Spirits Within | 11 iulie 2001     | $85,131,830  | 44%             | 49/100     | Columbia Pictures       | Square                         |
| Ratchet & Clank                   | 29 aprilie 2016   | $13,385,737  | 21%             | 29/100     | Gramercy Pictures       | Sony Interactive Entertainment |
| The Angry Birds Movie             | 20 mai 2016       | $352,333,929 | 43%             | 43/100     | Sony Pictures Releasing | Rovio Entertainment            |
| The Angry Birds Movie 2           | August 14, 2019   | $147,792,047 | 72%             | 59/100     | Sony Pictures Releasing | Rovio Entertainment            |
| Upcoming                          |                   |              |                 |            |                         |                                |
| Film Mario nedenumit              | December 21, 2022 | TBA          | TBA             | TBA        | Universal Pictures      | Nintendo                       |

### Japoneze (fără animații)
| Titlu                            | Premiera           | Încasări în Japonia (yeni) | Editură joc video |
| -------------------------------- | ------------------ | -------------------------- | ----------------- |
| Forbidden Siren                  | February 9, 2006   | ¥790,000,000               | Sony              |
| Yakuza: Like a Dragon            | March 3, 2007      | ¥32,846,976                | Sega              |
| OneChanbara                      | April 26, 2008     |                            | D3                |
| Higurashi no Naku Koro ni        | May 10, 2008       | ¥200,000,000               | 07th Expansion    |
| Higurashi no Naku Koro ni Chikai | April 18, 2009     |                            | 07th Expansion    |
| Ace Attorney                     | February 11, 2012  | ¥540,000,000               | Capcom            |
| Ao Oni                           | July 5, 2014       | ¥200,000,000               | noprops           |
| Gekijōban Zero (Fatal Frame)     | September 26, 2014 | ¥120,000,000               | Koei Tecmo        |
| Ao Oni ver2.0                    | July 4, 2015       |                            | noprops           |
| Corpse Party                     | August 1, 2015     |                            | Kenix Soft        |
| Corpse Party Book of Shadows     | July 30, 2016      |                            | Kenix Soft        |
| House of Neko Atsume             | April 8, 2017      |                            | Hit-Point Co.     |

### Japoneze (animații)
| Titlu                                                                      | Premiera                                 | Încasări       | Rotten Tomatoes | Metacritic | Distribuitor              | Editură joc video |
| -------------------------------------------------------------------------- | ---------------------------------------- | -------------- | --------------- | ---------- | ------------------------- | ----------------- |
| Pokémon: The First Movie                                                   | 18 iulie 1998 (JP)November 10, 1999 (NA) | $172,744,662   | 15%             | 35/100     | TohoWarner Bros. Pictures | Nintendo          |
| Pokémon: The Movie 2000                                                    | 17 iulie 1999 (JP)July 21, 2000 (NA)     | $133,949,270   | 19%             | 28/100     | TohoWarner Bros. Pictures | Nintendo          |
| Pokémon 3: The Movie                                                       | 8 iulie 2000 (JP)April 6, 2001 (NA)      | $68,411,275    | 21%             | 22/100     | TohoWarner Bros. Pictures | Nintendo          |
| Pokémon 4Ever                                                              | 7 iulie 2001 (JP)October 11, 2002 (NA)   | $28,023,563    | 16%             | 25/100     | TohoMiramax Films         | Nintendo          |
| Pokémon Heroes                                                             | 13 iulie 2002 (JP)May 16, 2003 (NA)      | $20,867,919    | 17%             | 27/100     | TohoMiramax Films         | Nintendo          |
| Pokémon: Jirachi Wish Maker                                                | July 19, 2003                            | ¥4,500,000,000 |                 |            | TohoMiramax Films         | Nintendo          |
| Pokémon: Destiny Deoxys                                                    | July 17, 2004                            | ¥4,380,000,000 |                 |            | TohoMiramax Films         | Nintendo          |
| Pokémon: Lucario and the Mystery of Mew                                    | July 16, 2005                            | ¥4,300,000,000 |                 |            | TohoViz Media             | Nintendo          |
| Pokémon Ranger and the Temple of the Sea                                   | July 15, 2006                            | ¥3,400,000,000 |                 |            | TohoViz Media             | Nintendo          |
| Pokémon: The Rise of Darkrai                                               | July 14, 2007                            | ¥5,020,000,000 |                 |            | TohoViz Media             | Nintendo          |
| Pokémon: Giratina and the Sky Warrior                                      | July 19, 2008                            | ¥4,800,000,000 |                 |            | TohoViz Media             | Nintendo          |
| Pokémon: Arceus and the Jewel of Life                                      | July 18, 2009                            | ¥4,670,000,000 |                 |            | TohoViz Media             | Nintendo          |
| Pokémon: Zoroark: Master of Illusions                                      | 10 iulie 2010                            | $71,143,529    |                 |            | TohoViz Media             | Nintendo          |
| Pokémon the Movie: Black—Victini and Reshiram and White—Victini and Zekrom | July 16, 2011                            | ¥4,330,000,000 |                 |            | TohoViz Media             | Nintendo          |
| Pokémon the Movie: Kyurem vs. the Sword of Justice                         | July 14, 2012                            | ¥3,610,000,000 |                 |            | TohoViz Media             | Nintendo          |
| Pokémon the Movie: Genesect and the Legend Awakened                        | July 13, 2013                            | ¥3,170,000,000 |                 |            | TohoViz Media             | Nintendo          |
| Pokémon the Movie: Diancie and the Cocoon of Destruction                   | July 19, 2014                            | ¥2,910,000,000 |                 |            | TohoViz Media             | Nintendo          |
| Yo-kai Watch: The Movie                                                    | 20 decembrie 2014                        | $80,268,947    | 80%             |            |                           | Level-5           |
| Pokémon the Movie: Hoopa and the Clash of Ages                             | July 18, 2015                            | ¥2,610,000,000 |                 |            | TohoViz Media             | Nintendo          |
| Yo-Kai Watch: Enma Daiō to Itsutsu no Monogatari da Nyan!                  | 19 decembrie 2015                        | $58,850,969    |                 |            |                           | Level-5           |
| Kingsglaive: Final Fantasy XV                                              | July 9, 2016 (JP)August 19, 2016 (NA)    | $6,550,000     | 13%             | 35/100     | AniplexStage 6 Films      | Square Enix       |
| Pokémon the Movie: Volcanion and the Mechanical Marvel                     | July 16, 2016                            | ¥2,150,000,000 |                 |            | TohoViz Media             | Nintendo          |
| Pokémon the Movie: I Choose You!                                           | 15 iulie 2017 (JP)November 5, 2017 (NA)  | US$37.552.407  | 43%             | TBA        | TohoViz Media             | Nintendo          |
| Fate/stay night: Heaven's Feel I. presage flower                           | October 14, 2017                         | $19,027,568    | TBA             | TBA        | Aniplex                   | Type-Moon         |
| Pokémon the Movie: The Power of Us                                         | 13 iulie 2018 (JP)November 24, 2018 (NA) | $23,740,788    | 71%             | TBA        | TohoViz Media             | Nintendo          |
| Fate/stay night: Heaven's Feel II. lost butterfly                          | January 12, 2019                         | $19,790,000    | TBA             | TBA        | Aniplex                   | Type-Moon         |
| Pokémon: Mewtwo Strikes Back Evolution                                     | July 12, 2019                            | ¥2,980,000,000 |                 |            | TohoViz Media             | Nintendo          |
| Fate/stay night: Heaven's Feel III. spring song                            | March 28, 2020                           | TBA            | TBA             | TBA        | Aniplex                   | Type-Moon         |
| Pokémon the Movie: Secrets of the Jungle                                   | December 25, 2020                        | TBA            | TBA             | TBA        | Toho                      | Nintendo          |

| Titlu                                                                 | Premiera           | Încasări în Japonia (yeni) | Editură joc video  |
| --------------------------------------------------------------------- | ------------------ | -------------------------- | ------------------ |
| Super Mario Bros.: Peach-Hime Kyushutsu Dai Sakusen!                  | July 20, 1986      |                            | Nintendo           |
| Running Boy: Star Soldier no Himitsu                                  | July 20, 1986      |                            | Hudson Soft        |
| Fatal Fury: The Motion Picture                                        | July 16, 1994      |                            | SNK                |
| Street Fighter II: The Animated Movie                                 | August 6, 1994     | $16,000,000                | Capcom             |
| Sakura Wars: The Movie                                                | December 22, 2001  | Format:¥                   | Sega               |
| Air                                                                   | February 5, 2005   |                            | Key                |
| Animal Crossing                                                       | December 16, 2006  | ¥1,700,000,000             |                    |
| Clannad                                                               | September 15, 2007 |                            | Key                |
| Resident Evil: Degeneration                                           | October 18, 2008   | ¥43,000,000                | Capcom             |
| Tales of Vesperia: The First Strike                                   | October 3, 2009    | ¥84,549,987                | Bandai Namco Games |
| Professor Layton and the Eternal Diva                                 | December 19, 2009  | ¥610,000,000               | Level-5            |
| Fate/stay night: Unlimited Blade Works                                | January 23, 2010   | ¥280,000,000               | Type-Moon          |
| Tekken: Blood Vengeance                                               | July 26, 2011      |                            | Bandai Namco Games |
| Dragon Age: Dawn of the Seeker                                        | February 11, 2012  |                            | Electronic Arts    |
| Bayonetta: Bloody Fate                                                | November 23, 2013  |                            | Sega               |
| Persona 3 The Movie: No. 1, Spring of Birth                           | November 23, 2013  | ¥201,886,754               | Atlus              |
| The Idolmaster Movie: Kagayaki no Mukogawa e!                         | January 25, 2014   | ¥772,973,700               | Bandai Namco Games |
| Pretty Rhythm All-Star Selection: Prism Show☆Best Ten                 | March 8, 2014      |                            | Takara Tomy        |
| Persona 3 The Movie: No. 2, Midsummer Knight's Dream                  | June 7, 2014       | ¥152,752,386               | Atlus              |
| Aikatsu! The Movie                                                    | December 13, 2014  | ¥560,000,000               | Bandai Namco Games |
| PriPara the Movie: Everyone, Assemble! Prism ☆ Tours                  | March 7, 2015      | ¥100,000,000               | Takara Tomy        |
| Persona 3 The Movie: No. 3, Falling Down                              | April 4, 2015      |                            | Atlus              |
| Gekijōban Meiji Tokyo Renka: Yumihari no Serenade                     | July 18, 2015      |                            | Broccoli           |
| Aikatsu! Music Award: Minna de Shō o MoraimaSHOW!                     | August 22, 2015    | ¥130,000,000               | Bandai Namco Games |
| Fly Out, PriPara: Aim for it with Everyone! Idol☆Grand Prix           | October 24, 2015   |                            | Takara Tomy        |
| King of Prism by PrettyRhythm                                         | January 9, 2016    | ¥800,000,000               | Takara Tomy        |
| Persona 3 The Movie: No. 4, Winter of Rebirth                         | January 23, 2016   | ¥42,981,563                | Atlus              |
| PriPara Minna no Akogare Let's Go PriPari                             | March 12, 2016     | ¥45,000,000                | Takara Tomy        |
| Monster Strike The Movie                                              | December 10, 2016  | ¥740,000,000               | Mixi               |
| Yo-kai Watch: Soratobu Kujira to Double no Sekai no Daibōken da Nyan! | December 17, 2016  | ¥3,260,000,000             | Level-5            |
| Resident Evil: Vendetta                                               | May 27, 2017       | ¥150,000,000               | Capcom             |
| King of Prism: Pride the Hero                                         | June 10, 2017      | ¥600,000,000               | Takara Tomy        |
| Yo-kai Watch Shadowside: Oni-ō no Fukkatsu                            | December 16, 2017  | ¥2,040,000,000             | Level-5            |
| Monster Strike The Movie: Sora no Kanata                              | October 5, 2018    | ¥364,672,100               | Mixi               |
| Yo-kai Watch: Forever Friends                                         | December 14, 2018  | ¥1,250,000,000             | Level-5            |
| Dragon Quest: Your Story                                              | August 2, 2019     | ¥1,420,000,000             | Square Enix        |

### Chineze (fără animații)
| Titlu                                   | Premiera        | Încasări în China (yuani) | Editură joc video      |
| --------------------------------------- | --------------- | ------------------------- | ---------------------- |
| Legend of the Ancient Sword             | October 1, 2018 | ¥14,119,000               | zh⁠(Gamebar)[traduceți] |
| Dynasty Warriors: Destiny of an Emperor | April 29, 2021  | TBA                       | Koei Tecmo Games       |

### Chineze (animații)
| Titlu                              | Premiera           | Încasări în China (yuani) | Editură joc video |
| ---------------------------------- | ------------------ | ------------------------- | ----------------- |
| Seer                               | June 28, 2011      | ¥44,078,000               |                   |
| Roco Kingdom: The Dragon Knight    | September 29, 2011 |                           |                   |
| Seer 2                             | June 28, 2012      | ¥31,219,000               |                   |
| Roco Kingdom: The Desire of Dragon | January 31, 2013   | ¥69,536,000               | Tencent           |
| Seer 3: Heroes Alliance            | July 12, 2013      | ¥76,502,000               |                   |
| Roco Kingdom 3                     | July 10, 2014      | ¥47,883,000               | Tencent           |
| Seer 4                             | July 10, 2014      | ¥62,331,000               |                   |
| Dragon Nest: Warriors' Dawn        | July 31, 2014      | ¥57,409,000               | Nexon             |
| Seer 5: Rise of Thunder            | July 23, 2015      | ¥56,623,000               |                   |
| Roco Kingdom 4                     | August 13, 2015    | ¥76,985,000               | Tencent           |
| Dragon Nest 2: Throne of Elves     | August 19, 2016    | ¥25,113,000               | Nexon             |
| Seer 6: Invincible Puni            | August 18, 2017    | ¥102,500,000              |                   |
| Seer 7: Crazy Intelligence         | August 2, 2019     | ¥27,579,900               |                   |

### Taiwaneze (fără animații)
| Titlu     | Premiera           | Încasări în Taiwan (dolari noi taiwanezi) | Editură joc video |
| --------- | ------------------ | ----------------------------------------- | ----------------- |
| Detention | September 20, 2019 | NT$260 million                            | Red Candle Games  |